# Gino Severini
Gino Severini (Cortona, 7 d'abril de 1883 – París, 26 de febrer de 1966) fou un pintor italià i un dels líders del futurisme.
Va unir les formes dinamiques del futurisme amb les formes constructives del cubisme.
Giacomo Balla el va introduir en la pintura divisionista, tendència que va continuar en la seva estada a París el 1906. Allà va conèixer els principals pintors cubistes: Pablo Picasso, Georges Braque i Juan Gris, adscrivint-se temporalment en aquest moviment, i, fins i tot, teoritzant sobre ell al llibre Del cubisme al classicisme.
El 1910 va firmar el manifest futurista. El 1912 va organitzar la primera Mostra dels futuristes.
Entre 1924 i 1934, fruit d'una crisi religiosa, es va dedicar a pintar obres sacres per a esglésies.